# Ilche
Ilche é um município da Espanha na província de Huesca, comunidade autónoma de Aragão, de área 63,72 km² com população de 273 habitantes (2007) e densidade populacional de 4,08 hab/km².

## Demografia
| Variação demográfica do município entre 1991 e 2004 | Variação demográfica do município entre 1991 e 2004 | Variação demográfica do município entre 1991 e 2004 | Variação demográfica do município entre 1991 e 2004 |
| --------------------------------------------------- | --------------------------------------------------- | --------------------------------------------------- | --------------------------------------------------- |
| 1991                                                | 1996                                                | 2001                                                | 2004                                                |
| 323                                                 | 294                                                 | 273                                                 | 261                                                 |